# ビジネスソフトウェア
ビジネスソフトウェア（英: business software）は、ビジネスの生産性を向上させたり、生産性を測ったりするソフトウェア一般を指す。

## 概要
ビジネス環境で使う非常に広範囲なソフトウェアを指し、規模を中心として様々に分類される。
- 小規模ビジネスソフト: 家計簿ソフトや、Microsoft Office や OpenOffice.org などのオフィススイートが含まれる。
- 中規模ビジネスソフト: 会計ソフト、グループウェア、顧客関係管理、人事管理システム、その他の生産性を向上させる各種アプリケーションが含まれる。
- 大規模ビジネスソフト: 企業資源計画、エンタープライズコンテンツ管理 (ECM)、ビジネスプロセス管理、製品ライフサイクル管理など。

これまで Napster などの Peer to Peer ソフトウェアにしかなかった技術が、ビジネスソフトウェアにも取り込まれつつある。オープンソースプラットフォームの JXTA は、ハードウェアやプログラミング言語に依存しないアプリケーション作成を可能にする。Peer to Peer ベースのアプリケーションは、ユーザーの頭の中にある情報を収集する手段として有効と考えられている。

## 種類
- デジタルダッシュボード - ビジネスデータを要約し、（例えば、KPIなどを使って）一目でビジネスの状況がわかるよう表示する。2000年以降、急激に成長してきた。
- OLAP - 様々な観点から大量のデータを分析し、経営上の意思決定を支援する。[1]
- レポーティングツール - 大量のデータを要約したレポート（報告書）を作成することで、ビジネスの状態を常に把握するのに役立てる。
- データマイニング - 大量のデータから情報を抽出し、それまでわからなかった傾向やパターンを明らかにする。それぞれのパターンの抽出に向いた各種マイニング技法が存在する[2]。統計的手法やニューラルネットワークを使った手法などがある。
- ビジネス業績管理 (BPM)

## 歴史
ビジネスソフトウェアの本質は、コストを削減するか生産性を向上させることで収益を増やすことにある。当初は、ホワイトカラーの仕事の中でも特に定型的な作業をメインフレームが肩代わりすることから始まった。特に会計ソフトは早くから普及した。各種簿記の処理が自動化されていった。このようなホワイトカラーの業務でのソフトウェア使用は企業収益に大いに貢献し、ホワイトカラーの作業内容の質的転換をもたらした。コンピュータは100人のホワイトカラーの仕事をやってのけ、しかも健康保険も退職金も不要だったのである。
IBMやヒューレット・パッカードなどの業者がこのような成功を収めた後、1980年代にはCAD/CAMソフトウェアが登場し、専門技能を有する技術者や設計技師の作業にも質的転換がもたらされた。また、同じ頃プロジェクトマネジメント用ソフトウェアも登場している。
ビジネスに最大の影響を与えたビジネスソフトウェアは、ワードプロセッサであろう。欧米ではそれまでどこにでもあったタイプライタが消え、WordPerfect（後には Microsoft Word）へと置き換えられていった。また、表計算ソフトも素早い普及を見せたビジネスソフトウェアであり、Lotus 1-2-3 や Microsoft Excel などがある。
その後、コンピュータの性能向上と共にビジネスソフトウェアも高機能化し分化していった。また、インターネットの発展によってビジネスの形態や内容も大きく変わっていった。

### ソフトウェア
- 文書管理システム
- プロジェクト管理ソフトウェア
- イベントマネジメントソフトウェア（英語版）